# Черв'яга короткоголова
Черв'яга короткоголова (Scolecomorphus kirkii) — вид земноводних з роду Африканська черв'яга родини Африканські черв'яги.

## Опис
Загальна довжина тіла коливається від 21,5 до 46,3 см. Голова звужена. Тулуб тонкий та стрункий. Присутні 130–152 первинних кілець. Щупальці розташовані неподалік від очей. Забарвлення спини та боків фіолетово-сіре, а черево має кремовий колір.

## Спосіб життя
Полюбляє тропічні вологі ліси і сільськогосподарські райони гірських регіонів. Тримається в лісовій підстилці або неглибоко в ґрунті. Дуже добре пристосована до риття ходів. Живиться членистоногими, яких знаходить у ґрунті.
Це живородна черв'яга.

## Розповсюдження
Мешкає у розірваних ареалах: у Малаві, Танзанії та Мозамбіку.